# Silence (roman)
Pour les articles homonymes, voir Silence.
Silence (en japonais 沈黙 ou Chinmoku) est un roman historique, écrit en 1966 par Shūsaku Endō, écrivain catholique japonais. Sous forme littéraire de journal personnel et lettres envoyées en Europe, il illustre le drame de conscience vécu par des missionnaires jésuites au Japon du XVIIe siècle qui, lors des graves persécutions antichrétiennes, sont contraints d’être témoins des tortures infligées à leurs ouailles.  Explorant le thème du ‘silence de Dieu’ au milieu de la souffrance subie en son nom, le roman obtint le prix Tanizaki en 1966. Il est considéré comme le chef-d’œuvre de Shūsaku Endō.

## Cadre historique et  intrigue
Au XVIIe siècle, après un mouvement de conversions au christianisme, la jeune Église japonaise entre dans une ère de graves persécutions. La persécution des chrétiens et de leurs prêtres (la plupart étrangers) est sévère ; les tortures infligées pour obtenir le reniement de la foi chrétienne sont raffinées et atroces, particulièrement celle du tsurushi. Deux jésuites missionnaires portugais, malgré les graves dangers qui les attendent, se rendent au Japon pour y soutenir les chrétiens et enquêter sur le cas d’un missionnaire qui, succombant aux tortures, finit par abjurer la foi chrétienne. Ils y arrivent mais sont bientôt découverts et emprisonnés.
La moitié du roman est le ‘journal personnel’ tenu par le jeune missionnaire récemment arrivé, Sébastien Rodrigues, tandis que l'autre moitié est écrit à la troisième personne, et consiste en lettres des autres associés au récit narratif. Le roman raconte les procès des chrétiens et les difficultés croissantes subies par Rodrigues.
Sébastien Rodrigues et son compagnon, le père François Garpe arrivent au Japon en 1638. La population chrétienne y vit dans la clandestinité. Pour dénicher les chrétiens cachés, les policiers forcent ceux qu’ils soupçonnent de l'être à piétiner une image du Christ (l'épreuve du fumi-e). Ceux qui refusent sont emprisonnés et torturés à mort.
Rodrigues et Garpe ne sont pas en mesure de poursuivre longtemps leur ministère pastoral. Bientôt arrêtés ils sont contraints à être témoins de la mort lente et cruelle de chrétiens japonais refusant d’abandonner leur foi chrétienne. Il n'y a pas de gloire dans ces martyres, pense maintenant Rodrigues au contraire de ce qu’il avait imaginé, mais seulement brutalité et cruauté.
Avant l'arrivée de Rodrigues, les autorités avaient tenté de forcer les prêtres de renoncer à leur foi chrétienne en les torturant. Le succès obtenu avec le père Ferreira qui apostasia, cédant sous la torture et devenant même leur allié, les fait changer de stratégie. Ils forcent les prêtres à regarder les tortures et tourments infligés à leurs chrétiens leur faisant comprendre qu’ils en sont responsables et qu’il leur suffit de renoncer à la foi pour mettre fin à la souffrance de leurs ouailles.
Dans son journal intime Rodrigues décrit ses combats et débats intérieurs. Il comprend que l’on puisse accepter de souffrir pour le bien de sa propre foi. Mais refuser une abjuration lui semble être égocentrique et impitoyable, si cette rétractation peut mettre fin à la souffrance d’un autre.
À un moment paroxystique de l’action, Rodrigues entend les gémissements de ceux qui ont abjuré, mais doivent rester dans le puits de torture jusqu'à ce que lui-même bafoue l'image du Christ. Alors que le regard de Rodrigues se porte sur l’image du Christ, prête pour le fumi-e, celui-ci rompt son silence et Rodrigues entend : « Piétine ! Piétine ! Mieux que quiconque je connais la souffrance. Piétine ! C’est pour être piétiné par les hommes que je suis venu au monde ! C’est pour partager la douleur des hommes que j’ai porté ma croix ! » Rodrigues s’exécute et les chrétiens sont libérés.

## Réception
Le roman fut un grand succès en librairie. Au Japon, il reçut le prix Tanizaki, - un important prix littéraire japonais - comme étant le meilleur roman de l’année 1966, et fut souvent l’objet d’analyses critiques. La représentation d’un Dieu qui souffre avec l’homme au lieu de supprimer la souffrance, interpelle la culture japonaise.  Endō, dans son livre Une vie de Jésus, affirme que la culture japonaise s’identifie volontiers avec Celui qui « souffre avec nous » et qui ne tient pas compte de nos faiblesses... « J'ai essayé, non pas tellement de raconter un Dieu-Père, image qui a tendance à caractériser le christianisme, mais plutôt de représenter l'aspect maternel et bienveillant de Dieu révélé dans la personne de Jésus ».
Silence ne fut pas immédiatement un succès auprès des Japonais catholiques, certains d'entre eux en furent d'ailleurs parmi les critiques les plus virulents. Effectivement, la popularité du roman d'Endō naquit d'abord parmi les lecteurs de gauche qui y voyait un parallèle avec les marxistes japonais des années 1930, persécutés comme les chrétiens du XVIIe siècle,.

## Adaptations
- Le film Silence (1971) de Masahiro Shinoda est une adaptation du roman.
- Le compositeur et poète Teizō Matsumura écrivit la musique et la partie lyrique d’un opéra (du même titre) qui fut mis en scène au Théâtre national de Tokyo en 2000.
- Le roman inspira la symphonie No 3 (Silence) composée (2002) par le musicien écossais James MacMillan
- En 2007, le réalisateur américain Martin Scorsese annonça son intention de porter le roman à l’écran. Le projet prend du retard et le film Silence sort finalement le 8 février 2017 sur les écrans français.